# Prise de San Pietro et Sant'Antioco
Guerres napoléoniennes
Batailles
La prise de San Pietro et Sant'Antioco est un court épisode de la  guerre de la première coalition survenu au début de 1793, lorsque la marine française tenta un assaut concerté sur la Sardaigne, alors possession de la maison de Savoie.

## Déroulement
Une flotte française bombarda Cagliari, la ville principale de l’ile avant de se retirer, repoussée par les habitants. En quittant Cagliari, les Français entrèrent dans le golfe de Palmas et prirent les iles de San Pietro et de Sant’Antioco, où ils établirent des garnisons. Pour faire diversion, une seconde flotte, transportant une division de Corse, jeta l’ancre, le 22 février, au Tigge, au large de La Maddalena, sur la côte nord de la Sardaigne. Les habitants de l’archipel de la Maddalena, réussirent à repousser les Français qui avaient tenté de s’en emparer et qui durent se retirer, en dépit d’un succès partiel, en essuyant une perte de 200 hommes, de leur artillerie et de leurs réserves. Évoquant l’incertitude de la situation en France, la flotte stationnée à San Pietro s’embarqua sans insister pour Toulon. Quoique insignifiant en soi, cet incident se signale pour avoir été le lieu de la première action effective de Napoléon Bonaparte.
Les deux ilots restèrent en possession des Français jusqu’à l’arrivée, le 25 mai, d'une flotte espagnole de vingt-quatre vaisseaux de ligne. À cette vue, la garnison française composée d’environ 800 hommes, se rendit, et les deux frégates laissées les Français pour protéger la garnison furent toutes deux perdues : l’Hélène, armée de trente-six canons, fut capturée en tentant de s’échapper tandis que les termes de la reddition dictaient que l’équipage du Richmond y boutât le feu avant de le saborder. Les Espagnols firent 1 300 prisonniers.